# Hakodate
Hakodate (japonsky 函館市) je třetí největší město na japonském ostrově Hokkaidó.

## Poloha a doprava
Leží v podprefektuře Ošimě, jejíž je správním střediskem, na jižním konci ostrova Hokkaidó na poloostrově Ošimě na severní straně Cugarského průlivu. K roku 2017 mělo zhruba 263 tisíc obyvatel.
Hlavním letiště pro Hakodate je letiště Hakodate ležící přibližně osm kilometrů východně od města. Do Hakodate jezdí vlaky tunelem Seikan z města Aomori na ostrově Honšú.

## Dějiny
Hakodate je jedním z nejstarších japonských sídel na ostrově: Japonci jej založili už v 15. století. Později se stalo jedním z pěti přístavů, které byly ke konci období Edo otevřeny pro zahraniční obchod.
V roce 1869 bylo Hakodate krátce hlavním městem separatistické republiky Ezo.

## Partnerská města
- Južno-Sachalinsk, Rusko (1997)